# UFC Fight Night: dos Anjos vs. Ferguson
UFC Fight Night: dos Anjos vs. Ferguson var en MMA-gala som arrangerades av Ultimate Fighting Championship och ägde rum 5 november 2016 i Mexico City i Mexiko. 

## Resultat
1. ↑  Catchweight 155 lbs.[2]
2. ↑  Catchweight 138 lbs.[2]
3. ↑  Catchweight 140 lbs.[3]